# Gugu Gumede
Gugu Gumede (KwaZulu-Natal, 10 de dezembro de 1991) é uma atriz sul-africana conhecida principalmente por interpretar a profetisa Mamlambo na novela Uzalo.

## Primeiros anos
Gumede nasceu na província de KwaZulu-Natal. Seu pai é o falecido Simon Hulumeni Gumede e sua mãe é Zanele kaMagwaza-Msibi. Ela estudou atuação na Academia Americana de Artes Dramáticas em Los Angeles.

## Carreira
Em 2013, Gumede voltou dos Estados Unidos e conseguiu um papel como Mandisa em Generations, um dos programas de maior sucesso na África do Sul.
Em 2015, Gumede interpretou a personagem Mamlambo no programa de televisão mais visto da África do Sul, Uzalo.
Em 2018, ela apresentou o 11.º Crown Gospel Music Awards ao lado de Somizi Mhlongo, Rebecca Malope, Clement Maosa e outras celebridades.